# 24439 Yanney
24439 Yanney este un asteroid din centura principală de asteroizi.

## Descriere
24439 Yanney este un asteroid din centura principală de asteroizi. A fost descoperit pe 3 martie 2000 în cadrul proiectului CSS. Asteroidul prezintă o orbită caracterizată de o semiaxă mare de 3,25 ua, o excentricitate de 0,04 și o înclinație de 14,9° în raport cu ecliptica.